# Лејла (песма)
Лејла је поп-рок песма коју је 1981. на Евросонгу у Даблину извео југословенски и босанскохерцеговачки певач Сеид Мемић Вајта. Био је то пети пут да РТВ Сарајево делегира југословенског представника на том фестивалу. Комплетан аутор композиције и текста био је Ранко Бобан, док је оркестром током извођења уживо дириговао маестро Ранко Рихтман.
Након четворогодишње паузе, Југославија се вратина на Песму Евровизије 1981, а претходница за то такмичење био је национални избор који је одржан 28. фебруара у студију Телевизије Београд. Водитељи су били Миња Субота и Хелга Влаховић. На фестивалу је учествовало 16 композиција које су престављале укупно 8 телевизијских студија. Гласовима осам регионалних жирија највише бодова освојила је песма Лејла са освојеним 71 бодом (4 поена више од другопласираних „Нових фосила”).
Финале Песме евровизије 1981. одржано је 4. априла, а југословенски представници наступили су као седми по реду. Песми Лејла гласове је доделило осам националних жирија, највише жири Швајцарске који је доделио 10 поена, укупно 35 бодова, што је на крају било довољно за тек 15. место у конкуренцији 20 композиција.